# Elise Ahlefeldt-Laurwigen
Elise Ahlefeldt-Laurwigen, född 17 november 1788 på Tranekjærs slott, död 20 mars 1855, var en dansk-tysk grevinna och författare.
Hennes mor, som var av tysk börd, skildes redan under hennes barndom från hennes far, och hon kom att omväxlande vistas hos sin mor i hennes hem och hos sin far på Tranekjær. Hon kom dock att betrakta sig snarare som tysk än som dansk.
1808 träffade hon Adolf von Lützow och gifte sig 1810 med honom mot sin fars vilja. Hon deltog 1813 i sin makes verksamhet att värva en frikår under de pågående Napoleonkrigen, och följde sin make under kriget.
Efter kriget svalnade dock äktenskapet, och när hon 1821 lärde känna den unge poeten Karl Immermann och inledde ett förhållande med honom, och skilde sig 1825 från sin man.
När Immermann 1839 gifte sig med en annan kvinna, flyttade hon till Berlin där hon sedan levde till sin död.